# Sassetta
Sassetta ist eine italienische Gemeinde in der Provinz Livorno in der Toskana mit 472 Einwohnern (Stand 31. Dezember 2023).

## Geographie
Sassetta liegt in der Maremma auf einer Höhe von 330 m in einer felsigen Umgebung. Der Ort gehört zum Corniatal (Val di Cornia), obwohl er selbst nicht an dem Fluss Cornia liegt. Der Name rührt von Sasso (Fels) her. Die Landschaft ist von Kastanienwäldern und Macchia geprägt. Im Osten des Städtchens, ca. 3 km entfernt, befindet sich ein Thermalzentrum.
Die angrenzenden Gemeinden sind Castagneto Carducci, Monteverdi Marittimo (PI) und Suvereto.

## Geschichte
Der Ort wurde 1238 zum ersten Mal erwähnt. Im Mittelalter gehörte Sassetta zunächst als Lehen der Familie Orlandi zu Pisa, kam aber im 16. Jahrhundert unter verschiedenen Lehnsherren zu Florenz. Seit dem 17. Jahrhundert gehörte es wieder zu Pisa. Durch seine Lage auf einem Hügel wurde der Ort schon von den Orlandi befestigt. Heute befinden sich am höchsten Punkt des Ortes der Palazzo Ramirez de Montalvo aus dem 16. Jahrhundert und die Pfarrkirche (Chiesa di Sant’Andrea).

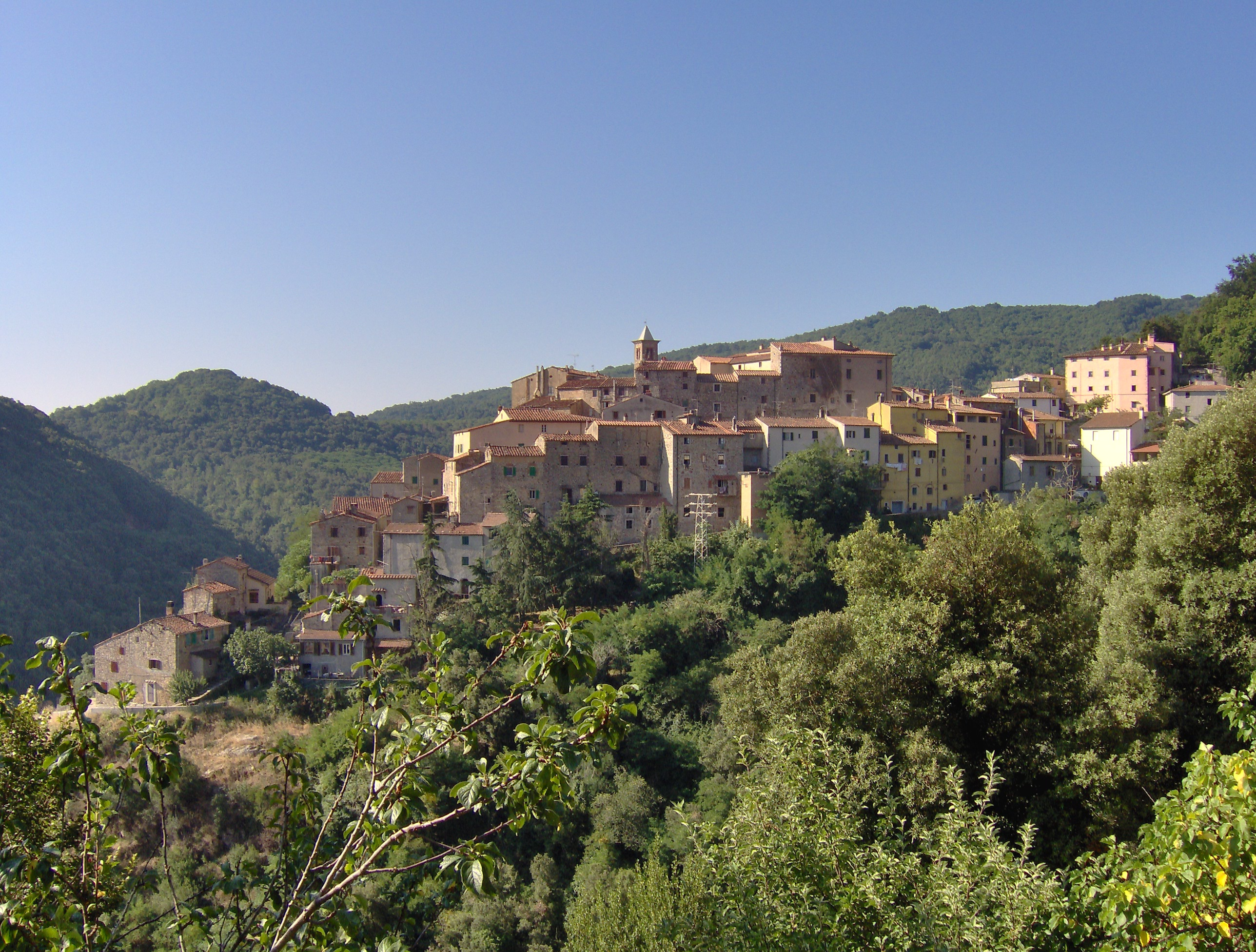
Sassetta
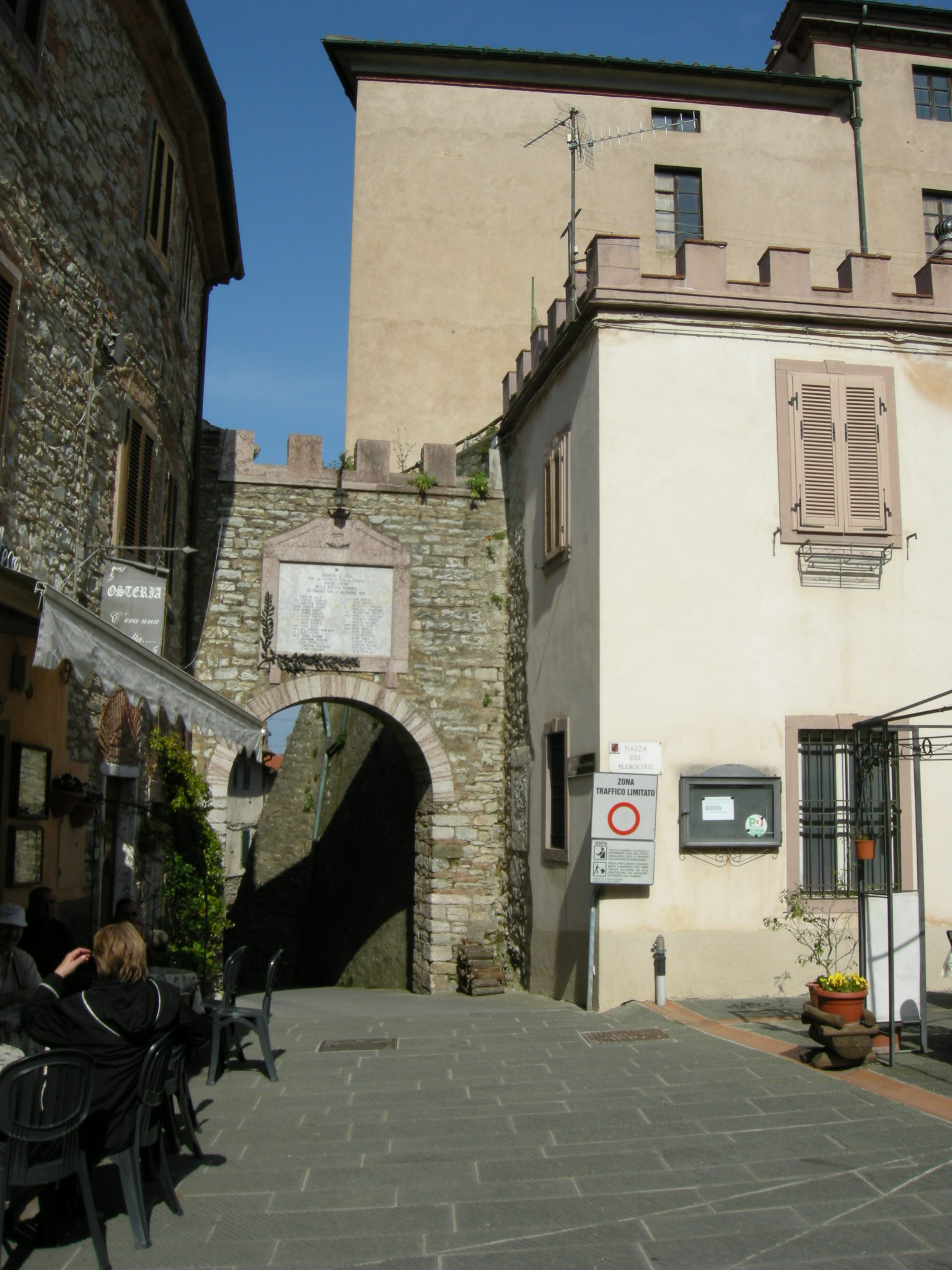
Stadttor
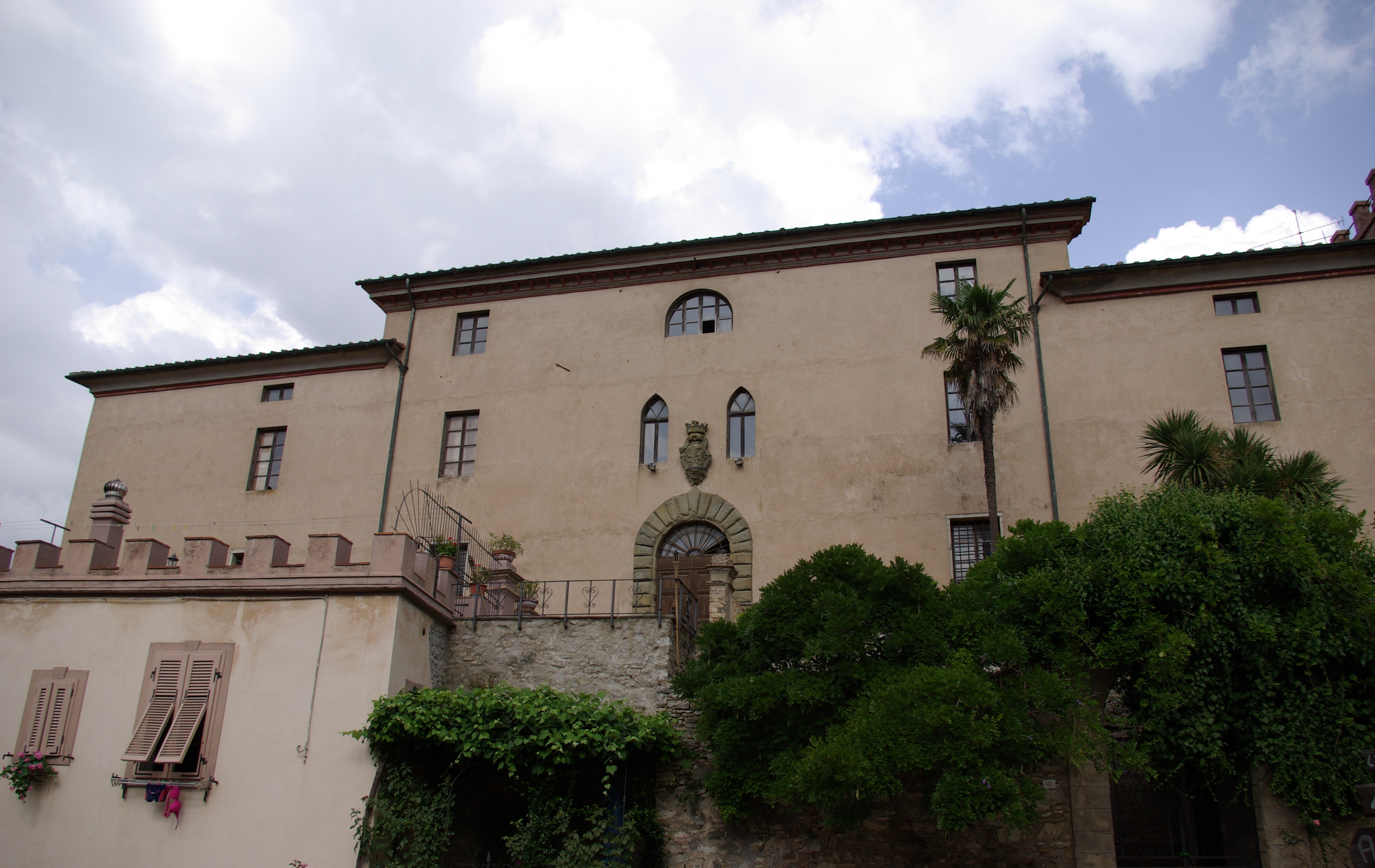
Palazzo Ramirez de Montalvo
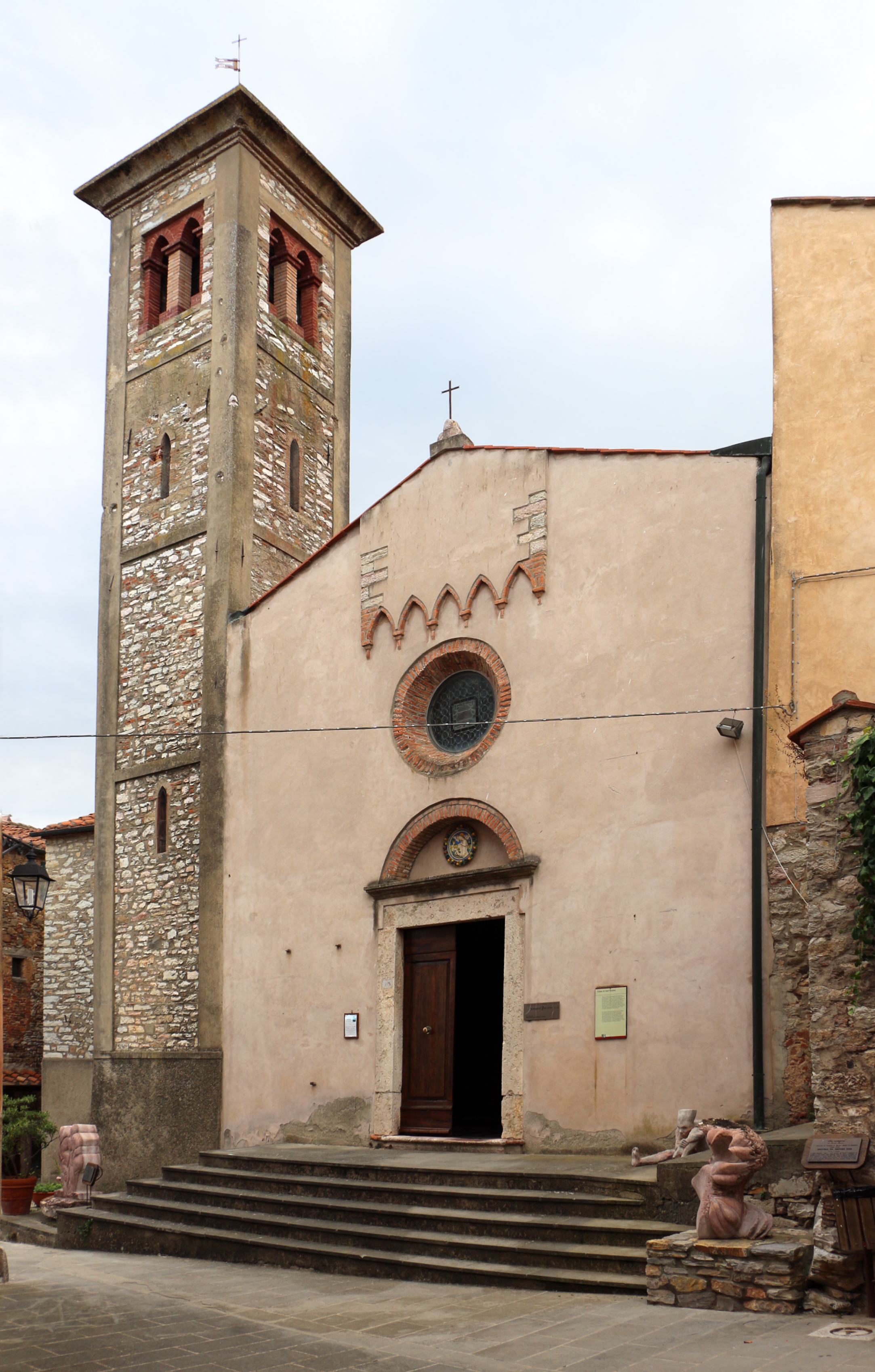
Chiesa di Sant’Andrea